# Dorngletscher
Der Dorngletscher ist ein Gletscher in den Bowers Mountains des ostantarktischen Viktorialands. In der Explorers Range fließt er südwestlich des Lotzegletschers in ostnordöstlicher Richtung zum Tschugunow-Gletscher.
Wissenschaftler der deutschen Expedition GANOVEX III (1982–1983) benannten ihn. Namensgeber ist der deutsche Geologe Paul Dorn (1901–1959).